# Martin Hämmerle (Textilunternehmer)

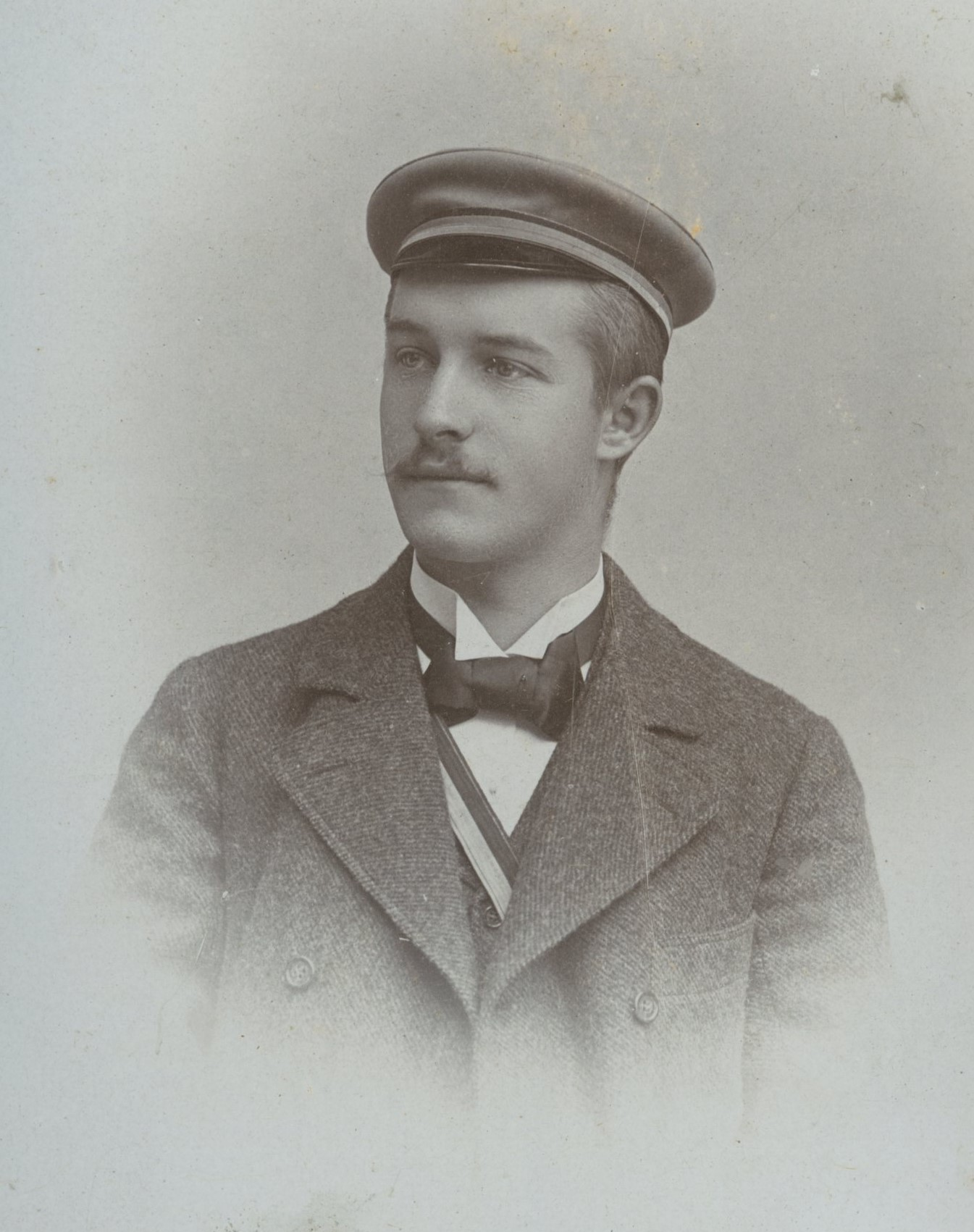
Martin Hämmerle

Martin Hämmerle (* 26. September 1874 in Dornbirn; † 7. Oktober 1946 ebenda) war ein österreichischer Textilindustrieller.

## Leben
Martin Hämmerle, Sohn des Textilfabrikanten Otto Hämmerle, studierte an der Universität Wien Chemie. 1897 im Corps Alemannia Wien recipiert, zeichnete er sich als Senior und Subsenior aus. Nach dem Studium ging er zur Vertiefung seiner praktischen Kenntnisse in die Textilindustrie von Liverpool. 1900 trat er in das von seinem Großvater Franz Martin Hämmerle gegründete Textilunternehmen F. M. Hämmerle in Dornbirn ein. 1905 erhielt er Prokura. Unter seiner Führung wurde die Belegschaft des Unternehmens auf 2700 Mitarbeiter ausgebaut. Seit 1902 gehörte er dem Vorstand des Verbandes der Industriellen an. 1920 wurde er Mitglied der Vorarlberger Handelskammer, später Obmann ihrer Industriesektion und Vizepräsident. Zehn Jahre stand er der 1902 gegründeten Dornbirner Gesellschaft der Musikfreunde vor.